# Kalonymus ben Kalonymus
Kalonymus ben Kalonymus ben Meir (né à Arles en 1286 et décédé après 1328), est un rabbin provençal, philosophe et traducteur. Il étudie la philosophie et la littérature rabbinique à Salonique sous la direction d'Astruc de Noves l'Ainé et de Moses ben Solomon de Beaucaire. Il étudie aussi la médecine, bien qu'il ne semble n'avoir jamais pratiqué. 
Il est d'une famille juive provençale importante et distinguée, son père et lui-même ont porté le titre de « Nassi » (prince). Rien ne dit que cette famille était apparentée à la famille Kalonymus établie en Allemagne. 

## À Rome
Vers 1314, Kalonymus s'installe à Avignon, où il devient le protégé de Robert d'Anjou, qui l'envoie, pourvu de lettres de recommandations, en mission scientifique à Rome. L'érudition et le caractère de Kalonymus lui font gagner la considération des notables juifs de Rome et quand sa famille, trouvant que son séjour à Rome a duré plus longtemps que prévu, le réclame, le poète Immanuel ben Salomon de Rome écrit une lettre à Nasi Samuel d'Arles, protestant au nom de la communauté juive de Rome contre son retour. ("Maḥberot", p. 23). 
Selon Steinschneider et Gross, Kalonymus est le poète dont parle Immanuel (ib. p. 28) qui a plaidé la cause des Juifs romains devant le pape à Avignon en 1321. Mais cette affirmation doit être vérifiée, d'autant plus que les dates du séjour de Kalonymus à Rome ne peuvent pas être établies avec certitude. Heinrich Graetz et Adolf Neubauer croient que Kalonymus s'est rendu à Rome après son séjour en Catalogne qui date de 1322; et le fait qu'il ne mentionne pas Rome dans son "Eben Boḥan" confirme leur supposition.
En 1322, Kalonymus ben Kalonymus écrit en France un poème exprimant son désespoir d'être né homme et son envie d'être née femme, tout en qualifiant son pénis de « défaut »,,,.
En 1328 Kalonymus est de retour à Arles, où il restera probablement jusqu'à sa mort dont la date exacte est inconnue.

## Œuvre
Kalonymus acquiert une grande réputation aussi bien comme écrivain que comme traducteur. Il commence sa carrière littéraire à l'âge de vingt ans seulement. Ses traductions principalement de l'arabe vers l'hébreu, sont, à l'exception d'une seule qui a été imprimée, encore manuscrites, et sont référencées ci-dessous par ordre chronologique. Les titres en hébreu sont ceux de la traduction. 

### Traductions
- "Ha-'Ammud be-Shoroshe ha-Refuah", traduction de l'œuvre en arabe "Kitab al-'Imad fl Uṣul al-Ṭibb" de Ali ibn Ridwan. Cette traduction terminée à Arles le 10 octobre 1307, est la seconde faite par Kalonymus, mais la première a été perdue lors du bannissement des Juifs de France en 1306.
- "Sefer Galyanus be-Ḥaḳna ube-Kulga", œuvre de Claude Galien sur les clystères et les coliques, d'après la version arabe d'Hunayn ibn Ishaq.
- "Sefer Galyanus be-Haḳḳazah", œuvre de Claude Galien sur les saignées, probablement à partir de la version arabe d'Hunayn ibn Ishaq.
- Traité sur les cinq corps géométriques d'Euclide, en relation avec le théorème d'Apollonius, et les commentaires de Simplicius de Cilicie.
- "Ha-Dibbur ha-Meshullash", traité sur les triangles par Abu Sa'adan.
- "Sefer Meshalim be-Tishboret", sur des propositions mathématiques.
- "Sefer ha-Temunah ha-Ḥittukit", un travail de géométrie nommé "Fi al-Shakl al-Ḳuṭṭa", par Thābit ibn Qurra.
- "Ma'amar be-Iẓṭawwonot ube-Ḥiddudim", traité sur les cylindres et les cônes.
- "Bi'ur Sefer Ṭobiḳi", commentaires d'Averroès sur les sujets.
- "Bi'ur Sufisṭiḳi", commentaires d'Averroès sur les sophismes.
- "Bi'ur Sefer ha-Mofet", importants commentaires d'Averroès sur la seconde analytique.
- "Sefer ha-Ẓemaḥim", traité sur les plantes, attribué à Aristote, avec des commentaires d'Averroès.
- "Ma'amar be-Sekel weha-Muskal", traité sur l'intellect et l'intelligence par Al-Farabi.
- "Ma'amar be-Mispar ha-Ḥokmot", sur la division des sciences, par Al-Farabi.
- "Sefer ha-Peri ha-Niḳra Meah Dibburim", commentaires sur le Kαρπόç de Ptolémée, traduit d'après la version arabe d'Ahmad ibn Yusuf.
- "Iggeret be-Ḳiẓẓur ha-Ma'amar be-Moladot", court traité sur les naissances par Al-Kindi.
- "Iggeret be-'Illot", traité sur l'influence des corps célestes sur la pluie par Al-Kindi.
- Commentaires d'Averroès sur la physique.
- "Sefer ha-Hawayh weha-Hippased", commentaires d'Averroès sur la production et la corruption.
- "Sefer Otot ha-Shamayim", commentaires d'Averroès sur les météores.
- "Iggeret Ba'ale Ḥayyim", ("Traité sur les animaux"), traduit des vingt premiers traités de l'encyclopédie Ikhwan al-Safa ("Les Épîtres des frères de la pureté"). Cette traduction sera publiée en 1557 à Mantoue et en 1704 à Francfort-sur-le-Main. Cette traduction a été retraduite en judéo-allemand par Enoch ben Ẓebi (Hanovre; 1718) et en allemand sous le titre de "Abhandlung über die Thiere" par Julius Landsberger (Darmstadt, 1882).
- "Sefer Mah-she-aḥar ha-Ṭeba'" , commentaires d'Averroès sur la métaphysique.
- Traité d'arithmétique par Nicomède, accompagné de commentaires par Abu Sulaiman Rabiya ibn Yaḥya.
- "Be-'Inyane ha-Kokabim ha-Nebukim", traduction du traité de Ptolémée sur les planètes.
- "Sefer Arshmidah", traité d'Archimède sur la sphère et le cylindre, traduit de la version arabe de Costa ibn Luḳah.
- "Iggeret be-Laḥiyt ube-Maṭar", traité d'Al-Kindi sur l'humidité et la pluie.
- Dissertations d'Averroès' sur le premier livre du Premiers Analytiques.
- "Iggeret be-Siddur Ḳeri'at ha-Ḥokmot", traité d'Al-Farabi sur la méthode pour étudier la philosophie.
- "Destructio Destructionis", une traduction en latin de l'arabe "Tahafut al-Tahafut" (Incohérence de l'Incohérence) écrit par Averroès contre Al-Ghazâlî.

### Œuvres originales
- Une réponse en hébreu adressée à Joseph ibn Caspi, critiquant son "Ḳundreṣim" ("Quinterniones"). La réponse se réfère principalement au travail d'Ibn Caspi sur la Bible, "Ṭirat Kesef" ou "Sefer ha-Sod". Après avoir rendu hommage au talent et aux connaissances de Caspi, Kalonymus critique le livre dans lequel il affirme avoir détecté plusieurs erreurs. Il indique, que dans tous les cas, même si l'ouvrage avait été parfait, il ne devait pas être publié en raison de la description irrespectueuse des personnages bibliques. Cette réponse sera publiée bien plus tard, par Joseph Perles sous le titre "Kalonymos ben Kalonymos Sendschreiben an Joseph Caspi" (Munich, 1879).
- Sefer Melakim, un traité sur l'arithmétique, la géométrie et l'astrologie, dont une seule partie a été découverte par Steinschneider (Munich MS. No. 290). Le traité a été rédigé à la demande d'un "grand roi", que Steinschneider pense être Robert d'Anjou.
- Even Boḥan, un traité d'éthique, écrit en l'an 1322. Le traité est écrit en prose cadencée, imitant, bien que de façon moins élégante, le style de Yedaya Bedersi dans son "Beḥinat 'Olam". L'auteur se propose dans le Even Boḥan de montrer les perversités de ses contemporains, ainsi que les siennes. Il parle également de son rapport aux femmes et à la féminité, et se manifeste comme le premier rabbin à écrire et décrire sa dysphorie de genre[6],[7]. Il passe en revue toutes les positions sociales dont les hommes sont fiers, et démontre leur vanité. À la fin, il énumère les souffrances d'Israël et exprime l'espoir que Dieu aura pitié de son peuple, qui au cours des trois années, de 1319 à 1322, pendant lesquelles l'Even Boḥan a été écrit, a souffert des persécutions de la part des bergers et des lépreux, avec en plus un autodafé du Talmud à Toulouse. Le Even Boḥan sera d'abord publié à Naples en 1489, avant d'être republié de nombreuses fois. Il est traduit deux fois en allemand, tout d'abord par Moses Eisenstadt, ou selon Joseph Zedner, par Samuel Juda Katzenellenbogen (Sulzbach[Lequel ?], 1705), puis en prose cadencée par W. Meisel (Budapest, 1878).
- Massekhet Pourim, un traité parodiant le style talmudique en l'honneur de la fête de Pourim, écrit à Rome. En caricaturant le style rabbinique d'argumentation, l'auteur critique avec humour tout le monde, sans s'exclure lui-même. Ultérieurement ce type de parodie trouvera de nombreux imitateurs. Le Massekhet Pourim sera publié la première fois à Pesaro (1507-1520).

Un grand nombre d'ouvrages ont été faussement attribués à Kalonymus ben Kalonymus.

## Sources
- Leopold Zunz, G. S. iii. 150-155;
- Meyer Kayserling, "Leben Kalonymus ben Kalonymus", préfixé à la traduction en allemand du Eben Boḥan par Meisel
- Gross, dans Monatsschrift, 1879, pp. 470 et seq.; 
  - idem, Gallia Judaica, p. 84;
- Moritz Steinschneider, dans Ersch and Gruber, Encyc. Section ii., part 28, pp. 169-175;
- Heinrich Grätz, Gesch. Vii. 288;
- Renan-Neubauer, Les Écrivains juifs français, p. 71 et suiv.